# Odo Marquard
Odo Marquard (26 de febrero de 1928, Stolp, Pomerania Central -  9 de mayo de 2015, Celle) fue un filósofo alemán.

## Breve biografía
Marquard nació en Stolp. En su infancia, estuvo recluido en un internado nazi. Después fue movilizado como soldado adolescente y más tarde padeció cautiverio. Tras participar en la Segunda Guerra Mundial, comenzó su carrera intelectual entre las universidades de Münster y de Friburgo. Joachim Ritter fue su maestro, bajo cuya dirección estudió filosofía, germanística y teología.
De 1965 a 1993, impartió filosofía en la Universidad de Giessen, donde llegó a ser catedrático durante treinta años y posteriormente catedrático emérito, así como presidente de la Sociedad General Alemana de Filosofía. Perteneció a la generación de la postguerra alemana, marcada por la desilusión y el desengaño, que tiene entre sus miembros a autores como Jürgen Habermas, Karl Otto Apel, Reinhart Koselleck o Hans Blumenberg. 

## Temática y estilo
La obra de Marquard sobresale en el panorama actual del pensamiento por su originalidad, distinguiéndose por un estilo amable con el que construye una filosofía escéptica, que lo llevó del rechazo de la filosofía de la historia a una antropología del tiempo, con el objeto de responder al problema fundamental de la existencia humana, que es la muerte.
Su pensamiento ha sido adscrito ocasionalmente a un conservadurismo simple, que nada tiene que ver con la profundidad con la que enfoca la necesidad de tradición y costumbres que tenemos los seres humanos. Para él, nuestras vidas resultan demasiado breves como para alejarnos lo suficiente del pasado e innovar por completo; así, no deberíamos apostar por transformaciones totales o fundamentaciones absolutas y más bien despedirnos de los principios absolutos.
También advierte de que la sensibilidad ante los pequeños males cotidianos surge cuando hemos logrado paliar males mayores, así que el descontento con nuestro mundo y sus instituciones también ha de ser relativizado, para no ser víctimas de la atracción de un falso futuro utópico.
Marquard traslada esta convicción de la necesidad de despedirse de proclamas enfáticas a su propio estilo de escritura, dotándolo de claridad, sentido del humor y desenfado. Donde Heidegger dice que el existente humano es un ser-para-la-muerte, Marquard escribe que el índice de mortandad en la población humana es del cien por cien. Para explicitar los rasgos fundamentales de nuestra ética, prefiere insistir en el hecho de que somos el resultado de nuestras prácticas comunes y que no hacemos tanto lo que debemos, sino lo que podemos. Por lo que respecta a nuestra felicidad, que nunca es completa y perfecta, sino frágil felicidad, conquistada en el seno de una insuperable infelicidad (Felicidad en la infelicidad).
Sus libros, además de poco extensos, están compuestos por breves ensayos y/o conferencias y divididos, a su vez, en fragmentos. Su filosofía ha sido clasificada como minimalista, escéptica y bienhumorada. La reflexión marquardiana está guiada por la mordacidad y el escepticismo que marcan un «adiós a los principios», título de uno sus principales libros. Para él, no comenzamos nunca de cero, somos seres imperfectos y debemos reconocerlo. Y, a la vez, el escepticismo es la aceptación de la propia contingencia: «es libre quien es capaz de reír y de llorar; y tiene dignidad quien ríe y llora, y entre los seres humanos especialmente quien ha reído y llorado mucho». La idea fundamental de Marquard es que el hombre debe descargarse de lo absoluto, porque es demasiado pequeño para cargar con algo absoluto. Especialmente, porque no hay en realidad nada absoluto en nuestra existencia. Cualquier cosa que se pretenda ofrecer como absoluta lo hace al precio de la muerte de la inteligencia y la impostura.
Marquard tiene un estilo creativo, irónico y heterodoxo. Rechaza la idea de una historia única, incompatible con la pluralidad de la humanidad.  Marquard es hermeneuta y tradicionalista, es escéptico y moderno y, ante todo, humanista; un pensador sensible a la condición humana inmanente y finita. Para él, ser un filósofo escéptico es, en primer lugar, el reconocimiento de una condición que se impone a los humanos: los hombres, de hecho, no pueden conocerlo todo, y siempre actúan en la medida de sus posibilidades. En segundo lugar, los hombres se ven forzados a la elección de vivir de una determinada manera, pero sin perderse en vanas esperanzas. O sea, no se trata de que los hombres nada sepan, sino, más bien, que «no saben nada que pueda elevarse a principio: el escepticismo no es la apoteosis de la perplejidad, sino tan sólo un saber que dice adiós a los principios», (Adios a los principios, pág. 26). Marquard define al hombre como un ser esencialmente heredero, de forma que el afán por innovar y actualizar le lleva también a preservar: tiende al porvenir por el hecho de provenir  (Filosofía de la compensación, págs. 69-81).

## Obra

### En español
Se han traducido las siguientes obras:
- (2012) Individuo y divisiones de poder. Editorial Trotta. ISBN 978-84-9879-369-7
- (2007) Las dificultades con la filosofía de la historia. Traducción de Enrique Ocaña. Ed. Pre-Textos. ISBN 978-84-8191-828-1
- (2006) Felicidad en la infelicidad. Traducción de Norberto Espinosa. Katz editores. Buenos Aires. ISBN 978-84-935187-7-6
- (2001) Filosofía de la compensación. Traducción de Marta Tafalla. Ed. Paidós. Barcelona. ISBN 978-84-493-1126-0
- (2000) Adiós a los principios. Traducción de Enrique Ocaña. Institució Alfons el Magnánim.  Valencia. ISBN 978-84-7822-306-0
- (1999) Apología de lo contingente. Traducción de Jorge Navarro Pérez. Institució Alfons el Magnánim. Valencia. ISBN 978-84-7822-299-5

### En alemán, idioma original
- Zum Problem der Logik des Scheins im Anschluß an Kant. Über Möglichkeiten und Grenzen einer kompromittierenden Genealogie der Metaphysik. Diss. phil. Freiburg im Breisgau 1954
- Skeptische Methode im Blick auf Kant. (Symposion Bd. 4) Alber, Freiburg/München 1958, 3. unveränd. Aufl. 1982, ISBN 3-495-44033-X.
- Schwierigkeiten mit der Geschichtsphilosophie. Suhrkamp (stw 394), Frankfurt am Main 1973, ISBN 3-518-27994-7.
- Abschied vom Prinzipiellen. Reclam (UB 7724), Stuttgart 1981, ISBN 3-15-007724-9.
- Apologie des Zufälligen. Reclam (UB 8351), Stuttgart 1986, ISBN 3-15-008351-6.
- Transzendentaler Idealismus, romantische Naturphilosophie, Psychoanalyse (= Habil. 1962). Dinter, Köln 1987
- Aesthetica und Anaesthetica. Schöningh, Paderborn 1989, ISBN 3-7705-3750-5.
- Skepsis und Zustimmung. Reclam (UB 9334), Stuttgart 1994, ISBN 3-15-009334-1.
- Glück im Unglück. Fink, München 1995, ISBN 3-7705-3065-9.
- Philosophie des Stattdessen. Reclam (UB 18049), Stuttgart 2000, ISBN 3-15-018049-X.
- Zukunft braucht Herkunft. Reclam (Reihe Reclam), Stuttgart 2003, ISBN 3-15-050040-0.
- Individuum und Gewaltenteilung. Reclam (UB 18306), Stuttgart 2004, ISBN 3-15-018306-5.
- Skepsis in der Moderne. Reclam (UB 18524), Stuttgart 2007, ISBN 3-15-018524-6.
- Endlichkeitsphilosophisches. Über das Altern. Hrsg. von Franz Josef Wetz, (UB 20278). Philipp Reclam Verlag, Stuttgart 2013, ISBN 978-3-15-020278-4.
- Der Einzelne. Vorlesungen zur Existenzphilosophie. Hrsg. von Franz Josef Wetz, (UB 19086) Philipp Reclam Verlag, Stuttgart 2013, ISBN 978-3-15-019086-9.

## Premios y reconocimientos
Entre otros:
- (1984) Premio Sigmund Freud.  En 1984 fue galardonado con el Sigmund Freud Prize[11] por el Deutsche Akademie für Sprache und Dichtung.
- (1996) Premio Ernst Robert Curtius
- (1996) Premio Erwin-Stein